# Matthias Göstl
Matthias Göstl (* 7. August 1868 in Laa an der Thaya; † 6. April 1927 ebenda) war ein österreichischer Politiker (CSP) und Tischlermeister. Göstl war von 1920 bis 1927 Abgeordneter zum Landtag von Niederösterreich und hatte das Amt des Bürgermeisters von Laa inne.
Göstl besuchte sechs Klassen der Volksschule, bevor er einen dreijährigen Gehilfen- und Meisterkurs an der Staatsgewerbeschule Wien besuchte. Göstl war in der Folge beruflich als Tischlermeister und Wirtschaftsbesitzer in Laa an der Thaya tätig. 
Neben seinem Beruf engagierte sich Göstl zwischen 1903 und 1915 als Vorsteher der Baugewerbegenossenschaft und war zudem von 1908 bis 1914 als Obmann des gewerblichen Fortbildungsschulrates Laa aktiv. Danach diente er zwischen 1916 und 1918 im Ersten Weltkrieg. Nach seiner Rückkehr aus dem Militärdienst war Göstl als Obmann des Bezirksbauernrates, Bezirksarmenrat, Obmannstellvertreter der Lagerhausgenossenschaft und Mitglied des Kuratoriums des Gewerbeförderungsinstituts der Handelskammer in Wien aktiv. Er war zudem Obmann des christlichsozialen Vereins in Laa und wirkte als Vizebürgermeister von Laa. Zwischen 1926 und 1927 hatte zudem das Amt des Bürgermeisters inne. 
Göstl vertrat die Christlichsoziale Partei ab dem 20. Mai 1919 im Niederösterreichischen Landtag und gehörte während der Trennungsphase Wiens von Niederösterreich zwischen dem 30. November 1920 und dem 11. Mai 1921 der Kurie Niederösterreich-Land an. Göstl war bis zu seinem Tod Abgeordneter zum Niederösterreichischen Landtag. 